# SubVerso
Vicente Durán (París, 16 de septiembre de 1975), más conocido por su sobrenombre musical, SubVerso, es un rapero chileno. Ha ganado fama dado al contenido lírico de sus canciones, las cuales normalmente incluyen temas aludiendo a la política chilena desde una perspectiva izquierdista.

## Biografía
Nació en el 16 de septiembre de 1975 en París, Francia. Es hijo del cantante popular Ismael Durán. Creció en la ciudad de Detroit, y en 1985 su familia regresó a Chile, que aún estaba bajo la dictadura de Augusto Pinochet.

### Carrera artística
Aunque originalmente se interesó en la poesía, cuando se mudó a Chile en el año 1996, comenzó a experimentar con la música rap.
En el año 2000, junto a otros 10-12 raperos, ayudó a formar el Colectivo HipHopLogía (conocido por la sigla H2L), organización de hip-hop con presencia en varias poblaciones de Santiago y eventualmente otras regiones. Esta organización buscaba generar una tendencia anticapitalista dentro del hip-hop chileno, y su principal acción consistía en talleres de educación popular ("EntretEducación"), actividades culturales, producción musical, y articulación con otros sectores del movimiento social. Esta experiencia organizativa, aunque de corta duración, tuvo un profundo impacto de politización en el movimiento hip-hop chileno.
Después de la disolución de HipHopLogía, en 2004 formó, junto al rapero Skapo, la banda CoN$PiRaZioN, junto al cual publicaron en 2006 el disco "¡Apaga la Tele!". Hicieron una mini-gira por el norte de Chile en 2007, y apoyaron con su música diversos espacios de trabajo territorial. También pudieron visitar Colombia junto a Salvaje Decibel en el año 2014.
Entre 2009 y 2010, creó varios video-clips como solista que retrataban distintas luchas sociales en Chile y denunciaban la corrupción del sistema político y social, incluyendo "Infórmate" (mostrando la represión de la presidenta Michelle Bachelet), "El Jarrazo" (en apoyo al movimiento estudiantil), "San Bernales" (clarificando la vida de un general de Carabineros), "El Padrino" (denunciando el sistema de salud chileno y la hipocresía de Don Francisco) y "Terroristas" (defendiendo a los anarquistas encarcelados en el Caso Bombas y otros casos de persecución política). En el 2011, dedicó varios temas a la Movilización estudiantil en Chile, lo cual lo convirtió en un icono de dichas protestas. En 2012, colaboró en el tema "Donde Empieza" en el primer disco solista de Portavoz, otro rapero chileno. En 2013, le dedicó a un rap al pueblo mapuche, "Lo Que No Voy a Decir", colaborando con el mismo Portavoz.

## Discografía

### Como solista
- Debajo del Ruido (2007)
- El Jarrazo (2008)
- El Padrino (2008)
- Infórmate (2008)
- San Bernales (2008)
- 1500 Días (2009)
- Memoria Rebelde (2010)
- Hazte Peligroso (2011)
- Terroristas (2011)
- Rap al Despertar (2011)
- Lo Que No Voy A Decir (2013)
- Ciclos (2020)

### Junto a Con$PiRaZioN
- ¡Apaga la Tele! (2006)

### Colaboraciones
- Portavoz - Escribo rap con R de Revolución (2012) con Puetas Subterrános
- Salvaje Decibel - Radical (2012) en Underground (Lo que no se va a decir)
- Clave Baja - Clave Baja (2016) en Mendigos de la Fe
- Rebedía Sureña - Biografía Mestiza (2016) con Tierra
- DJ Cidtronyck - Pasado, Presente & Libertad (2017) en 40
- Frente Lírico - Poesía Combativa (2018) en Latinoamérica Rebelde
- Michu MC - En Construcción (2020) en Nuestra Clase Unir